# Lluís Millet i Pagès

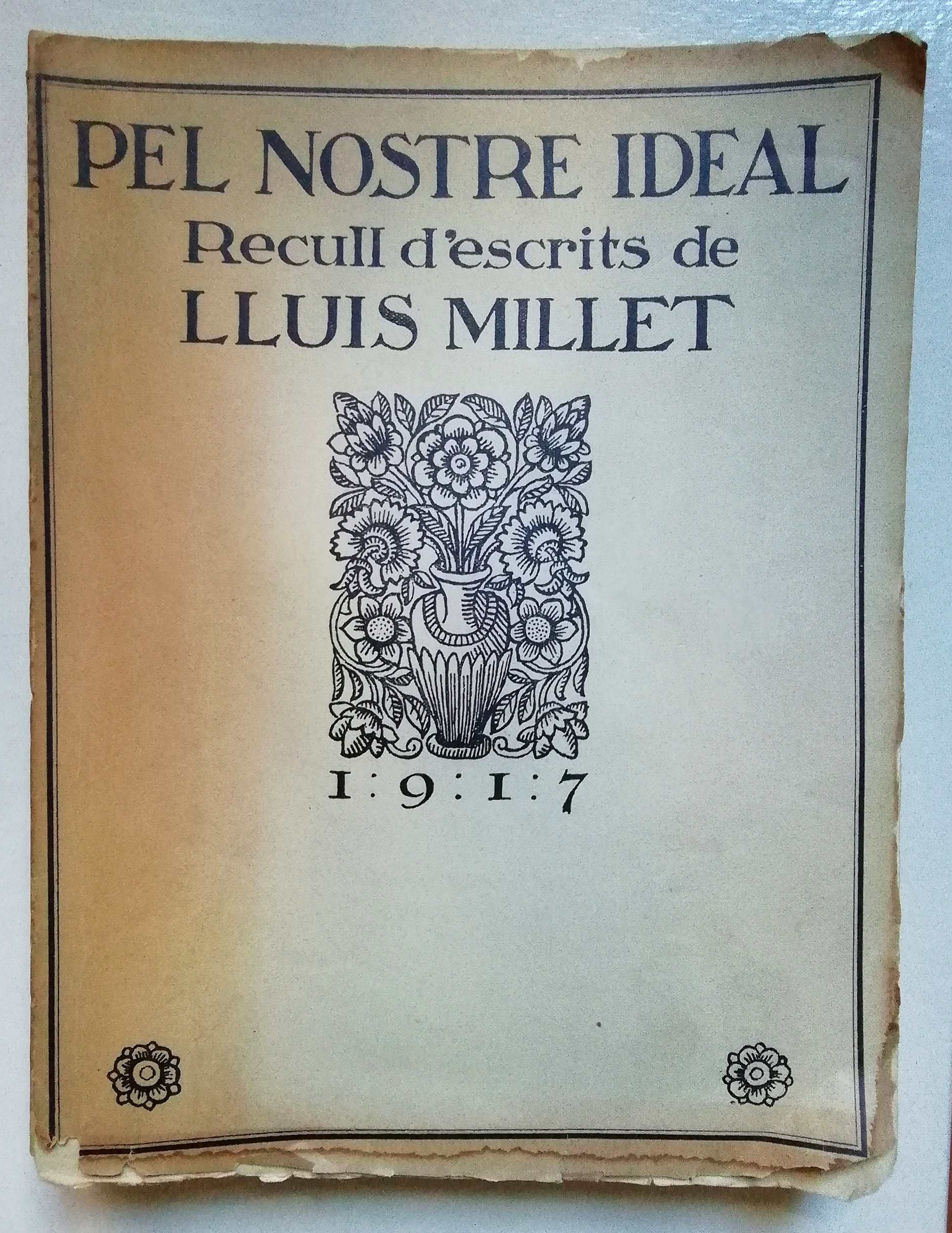
Pel nostre ideal, recull d'escrits de Lluís Millet publicats a Barcelona l'any 1917

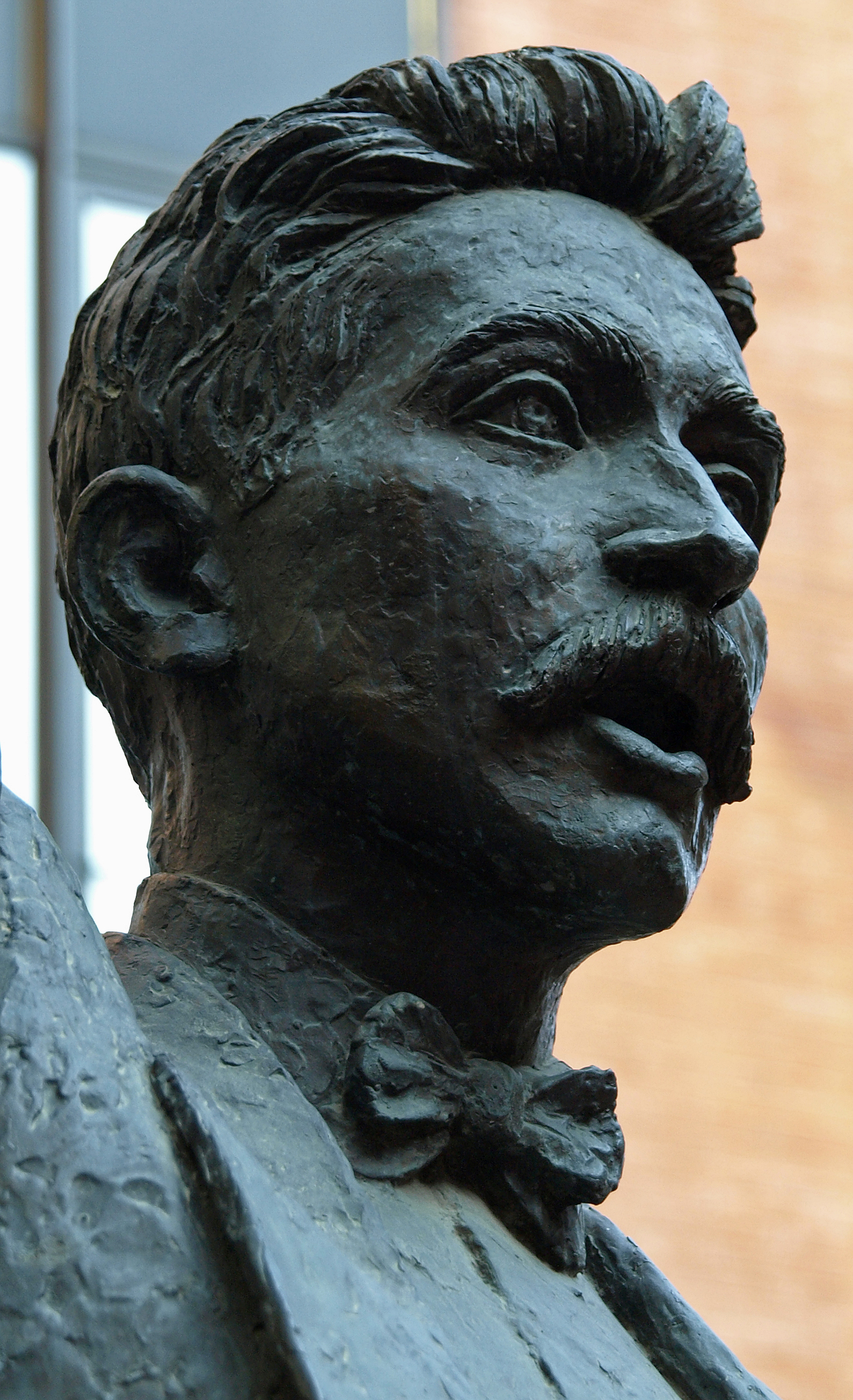
Escultura de Lluís Millet i Pagès fundador de l'Orfeó Català al Palau de la Música Catalana

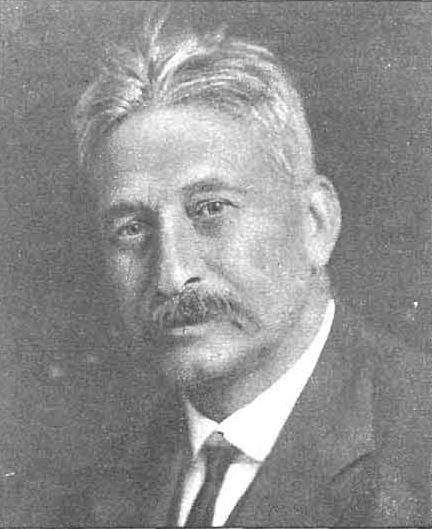
Lluís Millet, 1932

Lluís Millet i Pagès (el Masnou, Maresme, 18 d'abril de 1867 - Barcelona, 7 de desembre de 1941), popularment conegut com el mestre Millet, fou músic i fundador de l'Orfeó Català, juntament amb Amadeu Vives, al qual va consagrar la vida i que va dirigir en l'estrena d'una gran quantitat d'obres cabdals de la música universal. Fou el pare de Lluís Maria Millet i Millet i avi de Lluís Millet i Loras, tots dos directors de l'Orfeó Català, i oncle de Lluís Millet i Farga, també músic i violoncel·lista.

## Biografia
Va néixer a la vila del Masnou, al carrer del Lavadero (actual carrer de Lluís Millet) al si d'una família de comerciants i mariners. Era el darrer dels set fills de Salvador Millet i Estaper, capità de la pollacra "Araucana", i de Francesca Pagès i Estaper. Un dels seus germans, Salvador Millet i Pagès, fou capità de vaixell i un altre, Joan Millet i Pagès, fou industrial cotoner, pare del banquer Fèlix Millet i Maristany i avi de l'empresari Fèlix Millet i Tusell.
Als vuit anys es traslladà a viure, juntament amb la seva família, a Barcelona, a causa de la inseguretat derivada de la tercera guerra carlina. Va ser allà on començà la seva carrera musical, tot ingressant el 1880 al Conservatori del Liceu, on va rebre lliçons dels mestres Miquel Font i Josep Rodoreda. Anys més tard, va ampliar els estudis de composició amb Felip Pedrell i els de piano amb Carles G. Vidiella. El contacte establert amb el folklorista Sebastià Farnés li forní l'estimació pel cançoner tradicional. Va dirigir el cor La Lira, de Sant Cugat del Vallès.
L'any 1891 va fundar, juntament amb Amadeu Vives, l'Orfeó Català. Dos anys més tard ambdós van ser nomenats directors perpetus. L'Orfeó Català va ser, a banda d'un esdeveniment musical molt important per al país, l'aglutinador de propaganda d'un nou catalanisme. L'any 1896 va ser nomenat catedràtic de solfeig, teoria musical i conjunt vocal de l'Escola Municipal de Música de Barcelona, que posteriorment va dirigir a partir del 1930. L'any següent va fundar la capella de Sant Felip Neri de Barcelona. El 1904 fundà la Revista Musical Catalana. Mestre de l'Escolania de la Mercè (1906). Impulsà el cant popular i religiós.
Autor d'unes Catalanesques (1891), de Pregària de la Verge del Remei, i de cants espirituals per a l'ús del poble. Autor d'una vintena de goigs, per a cançons de veu i piano, i de tota una sèrie d'obres corals, com el Cant de la senyera (1896), sobre un poema de Joan Maragall, que esdevingué himne de l'Orfeó Català, i en èpoques difícils, cant de resistència catalanista. Escriví El cant popular religiós (1912), La cançó popular catalana (1917), i Pel nostre ideal (1917), on es recullen molts dels seus escrits.
El 1900 es va casar amb la jove pianista i cantaire de l'Orfeó, Dolors Millet i Villà, també del Masnou. El matrimoni va tenir un sol fill, Lluís Maria Millet i Millet, que va seguir els passos del seu pare. Dolors Millet va morir molt jove l'any 1907 i en Lluís Millet no es va tornar a casar i va pal·liar la seva tristesa dedicant-se plenament a l'Orfeó.
Va morir a Barcelona el 1941 a l'edat de 74 anys en el silenci dolorós de la postguerra. Fou sepultat al Cementiri de Montjuïc.

## Fons personal
El fons documental de Lluís Millet i Pagès i també el del seu fill Lluís Maria Millet i Millet està custodiat al Centre de Documentació de l'Orfeó Català. Conté documentació: civil, d'administració del patrimoni, religiosa, acadèmica, mèdica i laboral, així com records personals: targetes, recordatoris, felicitacions, etc.
De la seva obra compositiva es conserven un total de 138 partitures manuscrites i autògrafes, així com un nombre important de partitures impreses. Cal destacar “Catalanesques”, “Pregària de la Verge del Remei”, “Cants espirituals per a l'ús del poble”, etc.
També hi ha un gran nombre de cartes adreçades a Lluís Millet i Pagès de personalitats del món de l'art, la cultura i la política com: Felip Pedrell, Amadeu Vives, Albert Schweitzer, Francesc Pujol, Joan Manén, Blanca Selva, Joaquim Nin, Joseph Canteloube, Rafael Subirachs i Ricart, Pau Casals i Maria Canals, entre molts d'altres.
De la seva activitat professional cal destacar-ne els articles, parlaments i conferències autògrafes. La majoria dels textos són de temàtica musical. Els documents relacionats amb l'Orfeó Català reflecteixen la seva feina com a director i la seva participació en l'administració de l'entitat.
De gran valor trobem el llibre de signatures que li va ser regalat en el 50è aniversari de l'Orfeó Català, el qual conté signatures de personalitats del món de la cultura, les arts i la música del primer terç del segle xx, moltes de les quals acompanyades de dibuixos i aquarel·les.
També es conserva un volum important de fotografies tan personals com relacionades amb la seva activitat professional, especialment a l'Orfeó Català.
Per altra banda, el fons familiar de Lluís Millet i Pagès es troba a l'Arxiu Municipal del Masnou.